# Aspàsia (metgessa)
Aspàsia (segle IV dC) fou una metgessa atenesa de l'antiga Grècia, especialitzada en obstetrícia i ginecologia. Fou una excepció al sistema de classes socials grec de l'època que impedia l'accés de les dones a l'educació. La seva feina va influir en metges i cirurgians del període de medicina romana d'Orient, com Aeci i Paule Egineta. Aspàsia va introduir tècniques quirúrgiques per a hemorroides uterines, les varicoceles i les hidroceles, molts similars als mètodes moderns. Va desenvolupar una tècnica per moure els nadons en posició podàlica —part de natges— per alleujar el moment de donar a llum. També va treballar en medicina preventiva amb dones embarassades.